# Amphelasma granulatum
Amphelasma granulatum es un coleóptero de la familia Chrysomelidae.
Fue descrita científicamente por primera vez en 1887 por Jacoby.